# Petinomys setosus
Petinomys setosus es una especie de roedor de la familia Sciuridae.

## Distribución geográfica
Se encuentran en Indonesia, Malasia, Birmania y  Tailandia.